# Vlădeni (Iași)
Pour les articles homonymes, voir Vlădeni.
Vlădeni est une commune roumaine située dans le județ de Iași.